# ФК «Рома» в сезоні 1933—1934
ФК «Рома» в сезоні 1933—1934 — сезон італійського футбольного клубу «Рома».

## Склад
| № | Поз. | Нац.      | Гравець            |
| - | ---- | --------- | ------------------ |
|   | ВР   | Італія    | Гвідо Мазетті      |
|   | ВР   | Італія    | Джованні Дзукка    |
|   | ЗХ   | Аргентина | Роберто Аллеманді  |
|   | ЗХ   | Італія    | Ренато Бодіні      |
|   | ЗХ   | Італія    | Андреа Гадальді    |
|   | ЗХ   | Італія    | Юліо Лібераті      |
|   | ЗХ   | Італія    | Анджело Пазоліні   |
|   | ПЗ   | Італія    | Фульвіо Бернардіні |
|   | ПЗ   | Італія    | Джорджо Карпі      |
|   | ПЗ   | Італія    | Джино Каледжарі    |
|   | ПЗ   | Італія    | Назарено Челестіні |
|   | ПЗ   | Італія    | Бруно Дугоні       |
|   | ПЗ   | Італія    | Аттіліо Ферраріс   |

| № | Поз. | Нац.      | Гравець               |
| - | ---- | --------- | --------------------- |
|   | ПЗ   | Італія    | Антоніо Фуско         |
|   | ПЗ   | Італія    | Балілла Ломбарді      |
|   | ПЗ   | Італія    | Андрес Станьяро ()    |
|   | НП   | Італія    | Франко Скарамеллі     |
|   | НП   | Італія    | Алехандро Скопеллі () |
|   | НП   | Італія    | Ернесто Томазі        |
|   | НП   | Італія    | Ельвіо Банкеро        |
|   | НП   | Італія    | Фернандо Беладонна    |
|   | НП   | Аргентина | Артуро Кіні Лудуенья  |
|   | НП   | Італія    | Раффаеле Костантіно   |
|   | НП   | Італія    | Фернандо Еусебіо      |
|   | НП   | Італія    | Енріке Гвайта ()      |

## Серія A

### Матчі
| 10 вересня 1933 1 тур |

| «Брешія»    | 1:0      | «Рома» |
| ----------- | -------- | ------ |
| Реджані 63' | Протокол |        |

| Піаве Арбітр: Пазінато |

| 17 вересня 1933 15:30 CEST 2 тур |

| «Рома» | 0:0      | «Трієстіна» |
| ------ | -------- | ----------- |
|        | Протокол |             |

| Кампо Тестаччо Арбітр: Левреро |

| 24 вересня 1933 15:00 CEST 3 тур |

| «Фіорентіна» | 1:3      | «Рома»                                  |
| ------------ | -------- | --------------------------------------- |
| Прендато 30' | Протокол | 8' (пен.) Ferraris (IV) 20', 22' Гвайта |

| Стадіо Джованні Берта, Флоренція Арбітр: Барлассіна |

| 1º жовтня 1933 15:00 CEST 4 тур |

| «Рома»                 | 2:3      | «Ювентус»              |
| ---------------------- | -------- | ---------------------- |
| Гвайта 8' Скопеллі 41' | Протокол | 35', 46', 85' Ф.Борель |

| Кампо Тестаччо Арбітр: Кайроні |

| 8 жовтня 1933 15:00 CEST 5 тур |

| «Казале» | 0:2      | «Рома»                 |
| -------- | -------- | ---------------------- |
|          | Протокол | 22' Томазі 61' Еусебіо |

| Натале Паллі Арбітр: Levrero |

| 15 жовтня 1933 15:00 CEST 6 тур |

| «Рома»                 | 2:0      | «Про Верчеллі» |
| ---------------------- | -------- | -------------- |
| Дугоні 44' Еусебіо 72' | Протокол |                |

| Кампо Тестаччо Арбітр: Умберто Гама |

| 29 жовтня 1933 7 тур |

| «Болонья»   | 1:0      | «Рома» |
| ----------- | -------- | ------ |
| Ск'явіо 88' | Протокол |        |

| Літторале Арбітр: Ф.Маттеа |

| 1º листопада 1933 14:30 CET 8 тур |

| «Рома»                                   | 5:0      | «Лаціо» |
| ---------------------------------------- | -------- | ------- |
| Томазі 17', 29', 56' Бернардіні 47', 89' | Протокол |         |

| Кампо Тестаччо Арбітр: Меландрі |

| 5 листопада 1933 14:30 CET 9 тур |

| «Мілан»    | 1:0      | «Рома» |
| ---------- | -------- | ------ |
| Аркарі 58' | Протокол |        |

| Сан-Сіро, Мілан Арбітр: Скарпі |

| 12 листопада 1933 14:30 CET 10 тур |

| «Рома» | 0:0      | «Ліворно» |
| ------ | -------- | --------- |
|        | Протокол |           |

| Кампо Тестаччо Арбітр: Барлассіна |

| 19 листопада 1933 14:30 CET 11 тур |

| «Наполі»      | 1:2      | «Рома»                       |
| ------------- | -------- | ---------------------------- |
| Коломбарі 66' | Протокол | 8' (аг.) Вінченці 61' Гвайта |

| Джорджо Аскареллі, Неаполь Арбітр: Джованні Гонані |

| 26 листопада 1933 14:30 CET 12 тур |

| «Дженоа»  | 1:0      | «Рома» |
| --------- | -------- | ------ |
| Савіо 22' | Протокол |        |

| Стадіо Луїджі Ферраріс Арбітр: Скорцоні |

| 10 грудня 1933 14:30 CET 13 тур |

| «Рома» | 0:1      | «Амброзіана-Інтер» |
| ------ | -------- | ------------------ |
|        | Протокол | 88' А.Демарія      |

| Кампо Тестаччо Арбітр: Луїджі Мацца |

| 11 січня 1934 14 тур |

| «Падова»   | 1:0      | «Рома» |
| ---------- | -------- | ------ |
| Співак 61' | Протокол |        |

| Сільвіо Аппіані, Падуя Арбітр: Бевілаква |

| 24 грудня 1933 14:30 CET 15 тур |

| «Рома»                                                  | 5:1      | «Алессандрія» |
| ------------------------------------------------------- | -------- | ------------- |
| Костантіно 10', 35' Томазі 26' Скопеллі 32' Банкеро 77' | Протокол | 13' Ріккарді  |

| Кампо Тестаччо Арбітр: Кайроні |

| 31 грудня 1933 14:30 CET 16 тур |

| «Палермо» | 0:0      | «Рома» |
| --------- | -------- | ------ |
|           | Протокол |        |

| Стадіо дель Літторіо, Палермо Арбітр: Бевілаква |

| 7 січня 1934 14:30 CET 17 тур |

| «Рома»                                 | 4:0      | «Торіно» |
| -------------------------------------- | -------- | -------- |
| Томазі 9' Скопеллі 24', 84' Гвайта 53' | Протокол |          |

| Кампо Тестаччо Арбітр: Ренато Джанні |

| 14 січня 1934 13:15 CET 18 тур |

| «Рома»                    | 2:1      | «Брешія»  |
| ------------------------- | -------- | --------- |
| Костантіно 16' Гвайта 43' | Протокол | 75' Брага |

| Кампо Тестаччо Арбітр: Феруччіо Бонівенто |

| 21 січня 1934 14:30 CET 19 тур |

| «Трієстіна»        | 1:1      | «Рома»     |
| ------------------ | -------- | ---------- |
| Палумбо 66' (пен.) | Протокол | 19' Дугоні |

| Стадіо дель Літторіо, Трієст Арбітр: Скорцоні |

| 28 січня 1934 14:30 CET 20 тур |

| «Рома»                       | 2:1      | «Фіорентіна» |
| ---------------------------- | -------- | ------------ |
| Томазі 62' Гвайта 70' (пен.) | Протокол | 87' Віані    |

| Кампо Тестаччо Арбітр: Беретта |

| 4 лютого 1934 14:30 CET 21 тур |

| «Ювентус»                              | 3:1      | «Рома»       |
| -------------------------------------- | -------- | ------------ |
| Ф.Борель 14' Варльєн 27' Д.Феррарі 83' | Протокол | 47' Скопеллі |

| Беніто Муссоліні Арбітр: Меландрі |

| 18 лютого 1934 14:30 CET 22 тур |

| «Рома»       | 1:0      | «Казале» |
| ------------ | -------- | -------- |
| Скопеллі 59' | Протокол |          |

| Кампо Тестаччо Арбітр: Луїджі Мацца |

| 25 лютого 1934 14:30 CET 23 тур |

| «Про Верчеллі» | 1:2      | «Рома»            |
| -------------- | -------- | ----------------- |
| Борсетті 72'   | Протокол | 16', 82' Скопеллі |

| Стадіо Леоніда Роббіано, Верчеллі Арбітр: Melandri |

| 4 березня 1934 14:30 CET 24 тур |

| «Рома» | 0:1      | «Болонья»     |
| ------ | -------- | ------------- |
|        | Протокол | 88' Регуццоні |

| Кампо Тестаччо Арбітр: Бевілаква |

| 11 березня 1934 14:30 CET 25 тур |

| «Лаціо»                        | 3:3      | «Рома»                                  |
| ------------------------------ | -------- | --------------------------------------- |
| 28' Гварізі 41', 73' А.Демарія | Протокол | 8' Бернардіні 11' Костантіно 14' Гвайта |

| Стадіо Націонале Арбітр: Джианні |

| 18 березня 1934 15:00 CET 26 тур |

| «Рома»         | 1:1      | «Мілан»           |
| -------------- | -------- | ----------------- |
| Костантіно 51' | Протокол | 70' (пен.) Аркарі |

| Кампо Тестаччо Арбітр: Турбіані |

| 25 березня 1934 15:00 CET Anticipo 33 тур |

| «Рома»                 | 2:1      | «Палермо»   |
| ---------------------- | -------- | ----------- |
| Томазі 19' Еусебіо 89' | Протокол | 51' Руффіно |

| Кампо Тестаччо Арбітр: Скорцоні |

| 29 березня 1934 14:30 CET Anticipo 31 тур |

| «Рома»                      | 2:0      | «Падова» |
| --------------------------- | -------- | -------- |
| Костантіно 35' Скопеллі 41' | Протокол |          |

| Кампо Тестаччо Арбітр: Маріо Чамберліні |

| 1º квітня 1934 27 тур |

| «Ліворно»    | 1:3      | «Рома»                             |
| ------------ | -------- | ---------------------------------- |
| Каппеллі 30' | Протокол | 15', 82' (пен.) Скопеллі 47' Фуско |

| Едда Сіано Муссоліні Арбітр: Кайроні |

| 8 квітня 1934 15:00 CEST 28 тур |

| «Рома»      | 1:2      | «Наполі»              |
| ----------- | -------- | --------------------- |
| Скопеллі 5' | Протокол | 28' Вояк 40' Россетті |

| Кампо Тестаччо Арбітр: Турбіані |

| 15 квітня 1934 15:00 CEST 29 тур |

| «Рома»                      | 3:0      | «Дженоа» |
| --------------------------- | -------- | -------- |
| Гвайта 53', 70', 79' (пен.) | Протокол |          |

| Кампо Тестаччо Арбітр: Скарпі |

| 22 квітня 1934 30 тур |

| «Амброзіана-Інтер» | 0:0      | «Рома» |
| ------------------ | -------- | ------ |
|                    | Протокол |        |

| Арена Чівіка Арбітр: Турбіані |

| 26 квітня 1934 17:45 CEST Anticipo 34 тур |

| «Торіно»                      | 3:6      | «Рома»                                                |
| ----------------------------- | -------- | ----------------------------------------------------- |
| Сілано 61', 88' (пен.) Бо 62' | Протокол | 18' Скарамеллі 55' Скопеллі 59', 70', 73', 75' Гвайта |

| Філадельфія, Турин Арбітр: Маріо Скотто |

| 29 квітня 1934 32 тур |

| «Алессандрія» | 1:1      | «Рома»             |
| ------------- | -------- | ------------------ |
| Каттанео 27'  | Протокол | 48' (аг.) Фенольйо |

| Кампо Дель Літторіо, Алессандрія Арбітр: Нерео Бертолі |

## Статистика гравців
| №. | Поз. | Нац.      | Гравець              | Всього | Всього | Чемпіонат Італії | Чемпіонат Італії |
| №. | Поз. | Нац.      | Гравець              | Ігор   | Голів  | Ігор             | Голів            |
| -- | ---- | --------- | -------------------- | ------ | ------ | ---------------- | ---------------- |
|    |      | Італія    | Роберто Аллеманді    | 0      | 0      | 0                | 0                |
|    |      | Італія    | Ельвіо Банкеро       | 8      | 1      | 8                | 1                |
|    |      | Італія    | Фернандо Беладонна   | 1      | 0      | 1                | 0                |
|    |      | Італія    | Фульвіо Бернардіні   | 16     | 3      | 16               | 3                |
|    |      | Італія    | Ренато Бодіні        | 24     | 0      | 24               | 0                |
|    |      | Італія    | Джино Каледжарі      | 19     | 0      | 19               | 0                |
|    |      | Італія    | Джорджо Карпі        | 1      | 0      | 1                | 0                |
|    |      | Італія    | Назарено Челестіні   | 1      | 0      | 1                | 0                |
|    |      | Аргентина | Артуро Кіні Лудуенья | 3      | 0      | 3                | 0                |
|    |      | Італія    | Раффаеле Костантіно  | 28     | 6      | 28               | 6                |
|    |      | Італія    | Бруно Дугоні         | 15     | 2      | 15               | 2                |
|    |      | Італія    | Фернандо Еусебіо     | 12     | 3      | 12               | 3                |
|    |      | Італія    | Аттіліо Ферраріс     | 21     | 1      | 21               | 1                |
|    |      | Італія    | Антоніо Фуско        | 20     | 1      | 20               | 1                |
|    |      | Італія    | Андреа Гадальді      | 14     | 0      | 14               | 0                |
|    |      | Аргентина | Енріке Гвайта        | 32     | 15     | 32               | 15               |
|    |      | Італія    | Юліо Лібераті        | 1      | 0      | 1                | 0                |
|    |      | Італія    | Балілла Ломбарді     | 4      | 0      | 4                | 0                |
|    |      | Італія    | Гвідо Мазетті        | 34     | -32    | 34               | -32              |
|    |      | Італія    | Анджело Пазоліні     | 23     | 0      | 23               | 0                |
|    |      | Італія    | Франко Скарамеллі    | 9      | 1      | 9                | 1                |
|    |      | Аргентина | Алехандро Скопеллі   | 34     | 13     | 34               | 13               |
|    |      | Аргентина | Андрес Станьяро      | 25     | 0      | 25               | 0                |
|    |      | Італія    | Ернесто Томазі       | 29     | 8      | 29               | 8                |
|    |      | Італія    | Джованні Дзукка      | 0      | 0      | 0                | -0               |